# Maiuscola longobarda

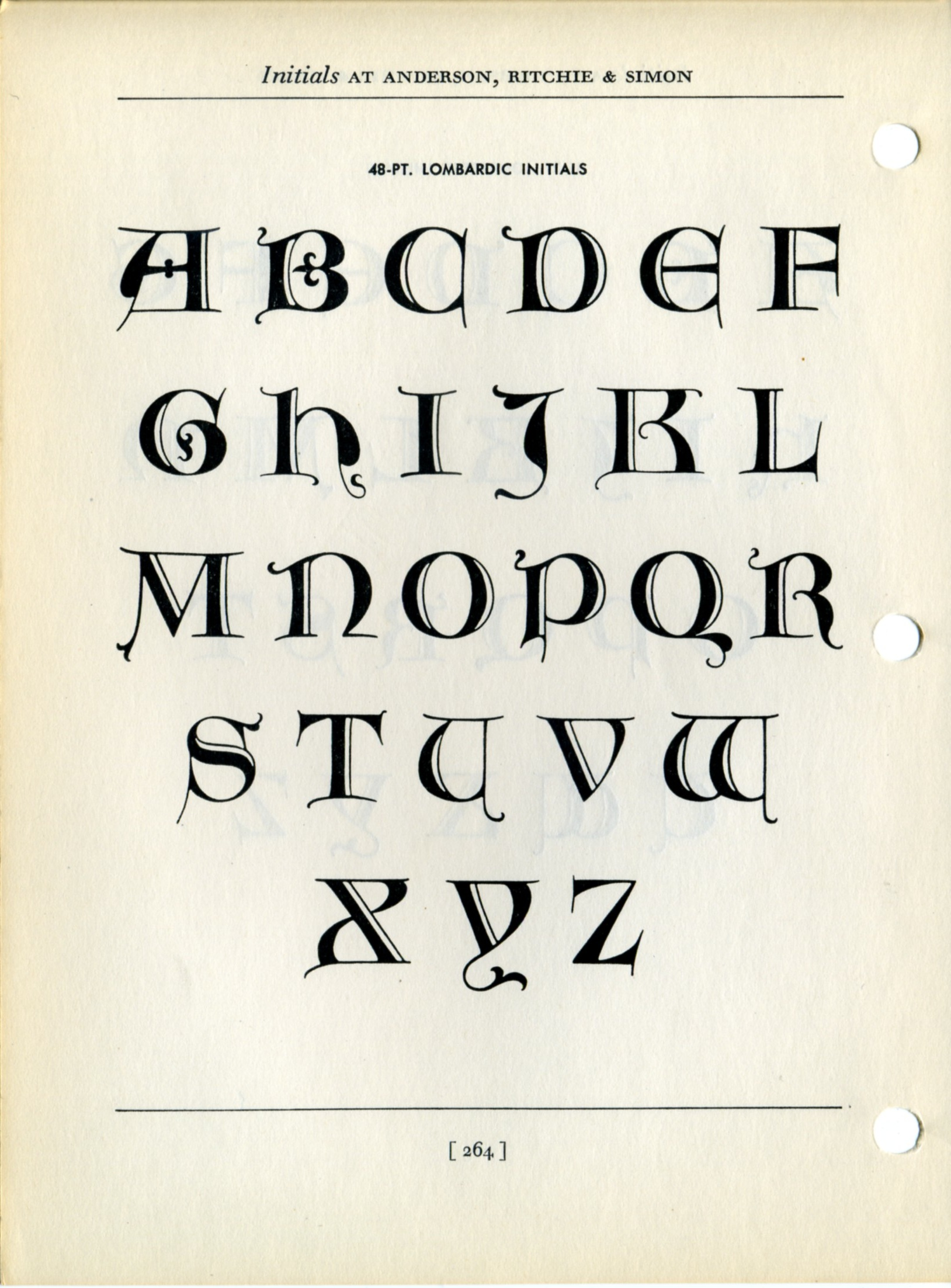
Esempio di Maiuscole Longobarde in caratteri moderni da stampa

Le capitali longobarde, o versali longobarde visto l'uso che frequentemente se ne faceva nei manoscritti antichi, sono lettere composte, caratterizzate da una forma rotondeggiante con aste curve e spesse, e da grazie monotratto. A differenza delle capitali gotiche, introdotte in un secondo tempo, le lettere longobarde vennero usate anche per scrivere parole o intere frasi. Furono usate sia in forma scritta nei codici miniati sia nelle iscrizioni monumentali (come nel campanile di Santa Chiara a Napoli). 
In alcune fonti, così come in inglese, questa scrittura è chiamata “lombarda” e così è ufficialmente conosciuta in vari paesi, avendo la sua denominazione seguito lo stesso processo linguistico che ha trasformato la Longobardia in Lombardia.

## Caratteristiche

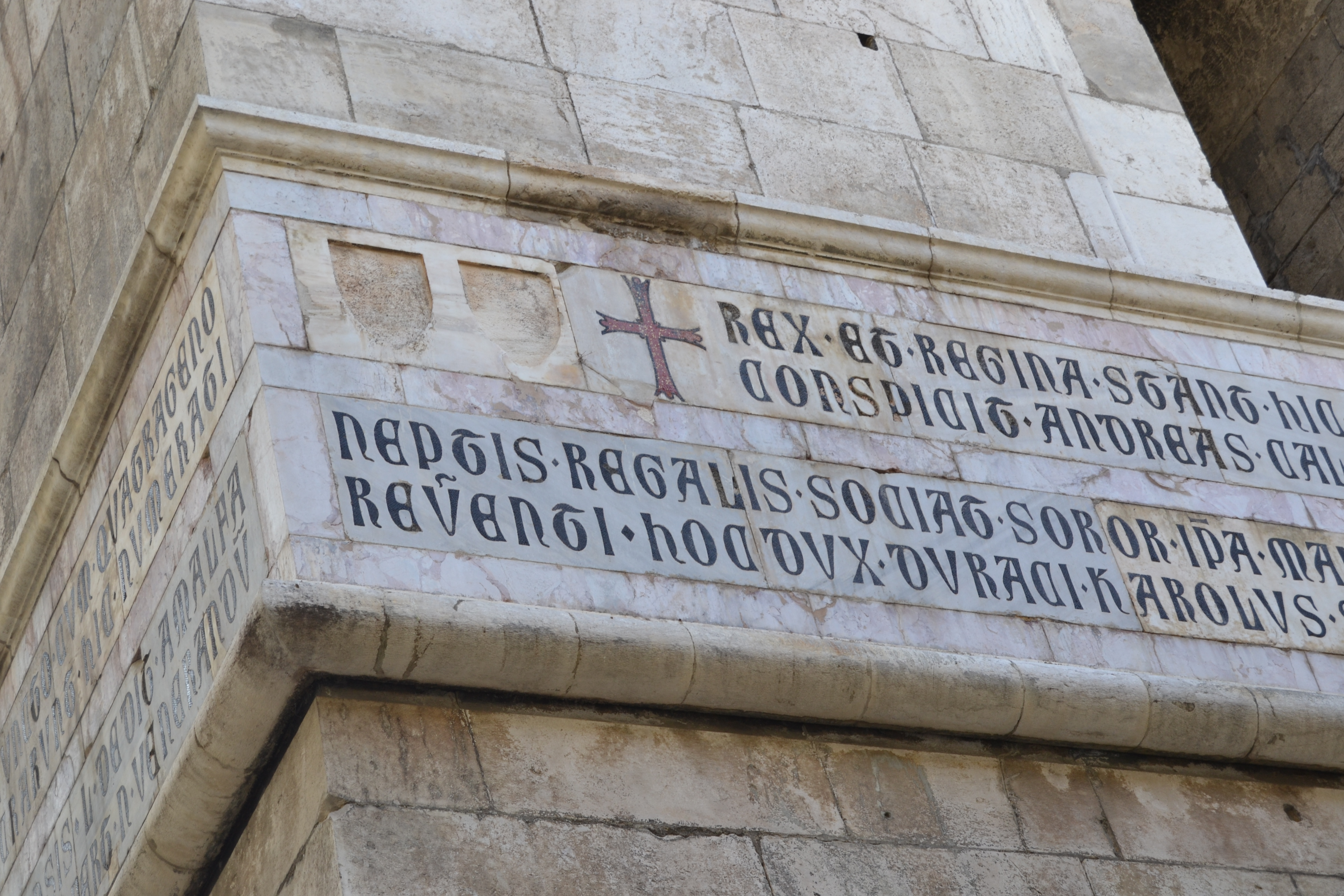
Iscrizione con lettere capitali longobarde sul campanile della basilica di Santa Chiara a Napoli

Le capitali longobarde hanno la forma di lettere capitali quadrate romane, con inclusioni di forme alternative prese dall'onciale (come per le lettere A, E, H e M) o dal semionciale (come per la T). Le proporzioni geometriche e i tratti ben ponderati tipiche della scrittura augustea sono ridotti al minimo, per ottenere una lettera meno costruita e quindi più facile da rappresentare.
La lettera longobarda è una lettera "disegnata", non è cioè il risultato di un naturale movimento della mano. Mentre ciascuno degli elementi costituenti, ad esempio, una lettera onciale o una capitale gotica è il risultato di un singolo tratto, un elemento della capitale longobarda è spesso ottenuto con più tratti differenti. Solitamente si disegnano prima i contorni curvi delle aste che poi vengono riempiti (con colore solido o decorazioni) gli ampi spazi interni alle stesse Le grazie, costituite spesso da un unico lungo tratto, sono ottenute con il pennino orizzontale con tratti leggermente concavi e spesso ricurvate alle estremità. Se incise su pietra vengono realizzate con la stessa forma, le grazie però saranno più spesse per le ovvie limitazioni imposte dal materiale.

## Storia

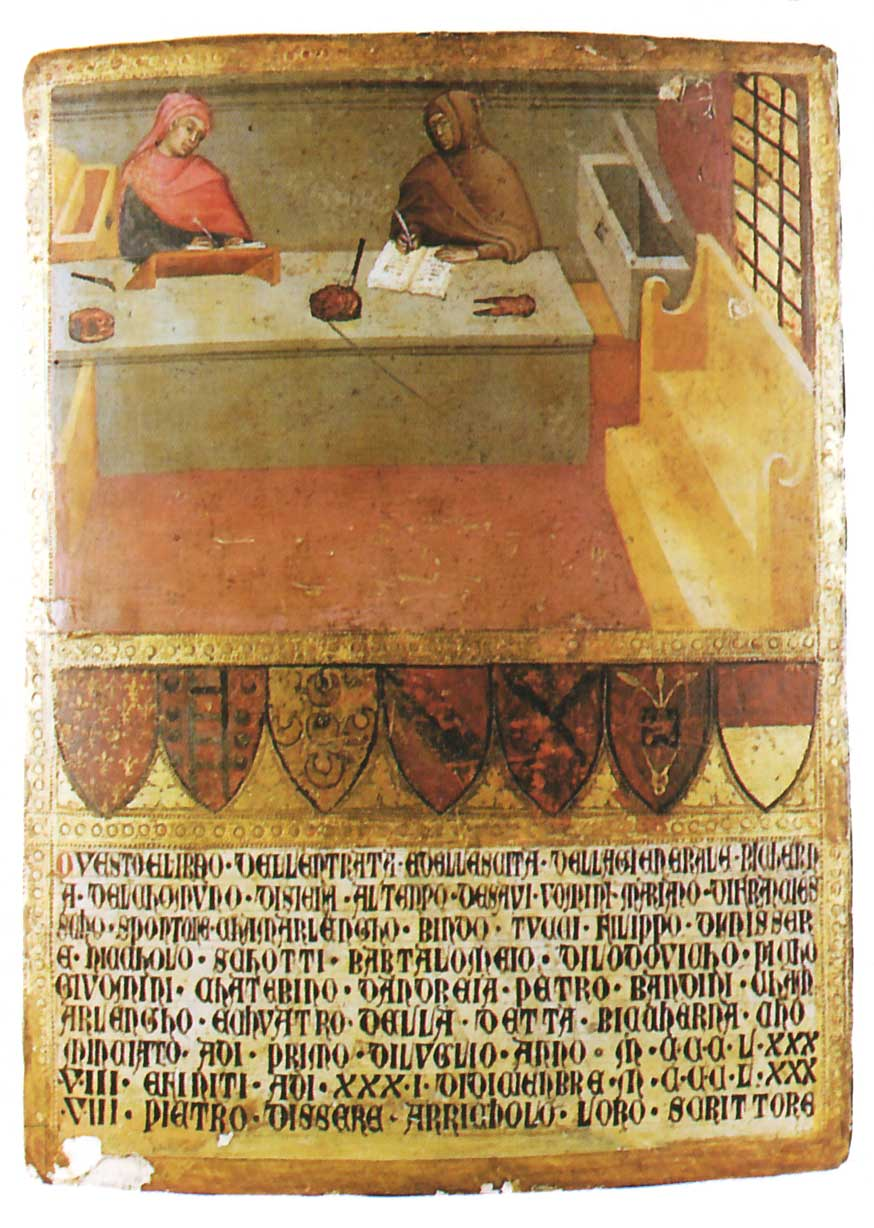
Biccherna senese. Le maiuscole longobarde erano spesso impiegate in queste tavole.

Thomas Astle riporta come, dopo la Caduta dell'Impero romano d'Occidente (476), la scrittura nella penisola italiana andò decadendo, sia nell'uso librario sia in quello lapidario. All'arrivo dei nuovi invasori longobardi gli unici che sapessero scrivere erano gli uomini di chiesa, la scrittura aveva comunque subito una lenta involuzione in forme meno eleganti. Con l'eccezione dei grandi codici in onciale, i documenti scritti di questo periodo usavano una scrittura che si evolverà nella beneventana al sud e nella gallico-longobarda al Nord. Le intestazioni e i capilettera usavano lettere piuttosto sproporzionate che si ispiravano alla capitale elegante e all'onciale. In questo modo si scrivevano anche le bolle papali, perciò la scrittura in questione veniva chiamata littera romana in Italia ma longobarda al di là delle Alpi, mantenendo poi questa dicitura dopo la conquista del Nord Italia a opera dei Franchi.

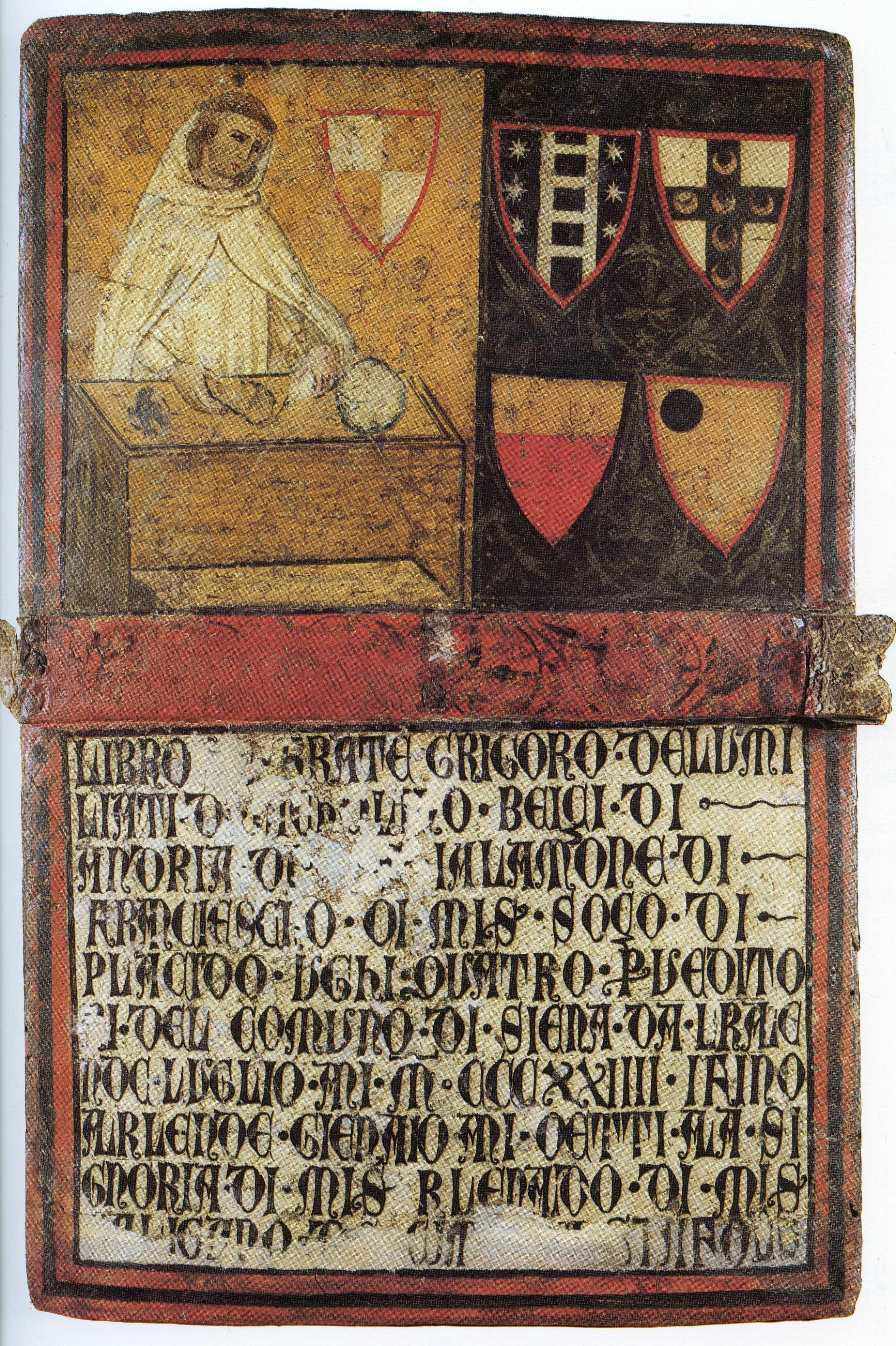
Don Gregorio, Monaco degli Umiliati (Camerlengo) - Tavoletta di Biccherna del 1324

Questa scrittura era già presente in forma grezza nella seconda metà del primo millennio nei manoscritti realizzati in minuscola beneventana, ma ebbe particolare successo nel suo aspetto più formale nella seconda metà dell'XI secolo (venivano forniti veri e propri cataloghi ai committenti dei codici per la scelta delle versali di gradimento) essendo usate in testi scritti in gotico (vengono per questo spesso indicate anche come maiuscole gotiche), per essere prima affiancata dalle lettere capitali gotiche vere e proprie (nate dalla ricerca di caratteri più omogenei alle minuscole) e poi essere soppiantata dalla capitale umanistica  nel XVI secolo. La capitale longobarda conobbe nuova gloria in Inghilterra durante il revival neo-gotico del XIX secolo, soprattutto come lettera monumentale. Oggigiorno vengono forniti diversi stili di queste maiuscole in diversi font indicate spesso in inglese come Lombardic Capitals o Gothic Capitals.